# Zelotomys woosnami
Zelotomys woosnami es una especie de roedor de la familia Muridae.

## Distribución geográfica
Se encuentra en Angola, Botsuana, Namibia y Sudáfrica.

## Hábitat
Su hábitat natural es: sabana seca.